# Lestrimelitta ciliata
Lestrimelitta ciliata är en biart som beskrevs av Marchi och Melo 2006. Lestrimelitta ciliata ingår i släktet Lestrimelitta och familjen långtungebin. Inga underarter finns listade i Catalogue of Life.